# Erg Issaouane
L'Erg Issaouane (en arabe : عرق إيساوان ; en berbère : ⵉⵙⴰⵡⴰⵏ) est un erg situé principalement dans la Wilaya d'Illizi, au sud-est de l'Algérie, près de la frontière algéro-libyenne. Il fait partie d'une vaste région désertique du Sahara, connue pour ses étendues de sable et ses paysages dominés par des dunes. S'étendant sur environ 38 000 km², l'Erg Issaouane est caractérisé par des dunes qui peuvent atteindre plus de 400 mètres de hauteur. Le climat y est très chaud et sec, avec des températures qui peuvent dépasser les 45°C en été.
L'Erg Issaouane fait partie de la grande région saharienne, qui comprend divers sites géologiques, culturels et naturels. Ce désert abrite des formations rocheuses et des peintures rupestres anciennes, ainsi qu'une faune et une flore adaptées aux conditions désertiques. L'erg est également traversé par des nomades et des explorateurs, qui viennent étudier la région ou profiter de ses paysages.
Bien que l'Erg Issaouane soit moins connu que d'autres régions du Sahara, il intéresse les chercheurs, notamment les géologues et les photographes, en raison de ses caractéristiques géologiques et de ses phénomènes désertiques. Ce site présente des dunes mobiles et des formations géologiques spécifiques, et il est étudié pour mieux comprendre l'adaptation des écosystèmes aux conditions extrêmes du désert et les effets du changement climatique.

## Géographie

### Géolocalisation
L'Erg Issaouane est situé dans le Sahara algérien, principalement dans la Wilaya d'Illizi, au sud-est de l'Algérie, non loin de la frontière algéro-libyenne. Ce vaste désert, qui s'étend sur une superficie approximative de 38 000 km², est constitué en grande partie de dunes de sable, entrecoupées de quelques dépressions caillouteuses, appelées reg. Il est caractérisé par une pluviométrie extrêmement faible, souvent inférieure à 20 mm par an, accentuant ainsi son caractère aride et inhospitalier. Le désert se situe à environ 1 200 km au sud de la capitale Alger, et à une distance similaire des côtes méditerranéennes. L'Erg Issaouane se trouve à proximité de plusieurs autres régions géographiques notables du Sahara central. À l'ouest, se trouve le massif montagneux du Hoggar, une chaîne de montagnes emblématique de l'Algérie, connue pour ses hauts plateaux volcaniques et ses sommets impressionnants. À l'est, l'Erg Issaouane borde le massif du Tassili n'Ajjer, classé au patrimoine mondial de l'UNESCO, célèbre pour ses formations rocheuses uniques et ses peintures rupestres. Ces paysages contrastent fortement avec les dunes mobiles de l'erg. La région, marquée par des reliefs abrupts et des hauts plateaux, est également un témoignage précieux de l'histoire humaine préhistorique, avec de nombreux vestiges et artefacts retrouvés, témoignant de la présence humaine bien avant l'apparition des conditions arides actuelles,,.
Les coordonnées géographiques de l'Erg Issaouane sont approximativement 26.90° de latitude nord et 7.4° de longitude est. Faisant partie du Sahara central, cette région est dominée par de vastes étendues de sable, des formations rocheuses impressionnantes et des paysages érodés par le vent. On y trouve également des plateaux rocheux et des oueds (cours d'eau secs), témoignant de l'évolution géologique de la région au fil des millénaires,. La région autour de l'Erg Issaouane est pratiquement déserte, et le climat désertique extrêmement rigoureux rend la vie difficile. Seules quelques communautés nomades, notamment des Touaregs et d'autres peuples sahariens, y vivent de manière temporaire ou saisonnière. Ces populations suivent des modes de vie traditionnels adaptés aux conditions extrêmes du désert, se déplaçant en fonction des ressources en eau et des pâturages éphémères disponibles,. Malgré son isolement relatif, l'Erg Issaouane est un carrefour géographique entre plusieurs zones d'importance historique, culturelle et géologique, où se croisent des influences diverses allant des paysages naturels aux traces d'une histoire humaine millénaire.

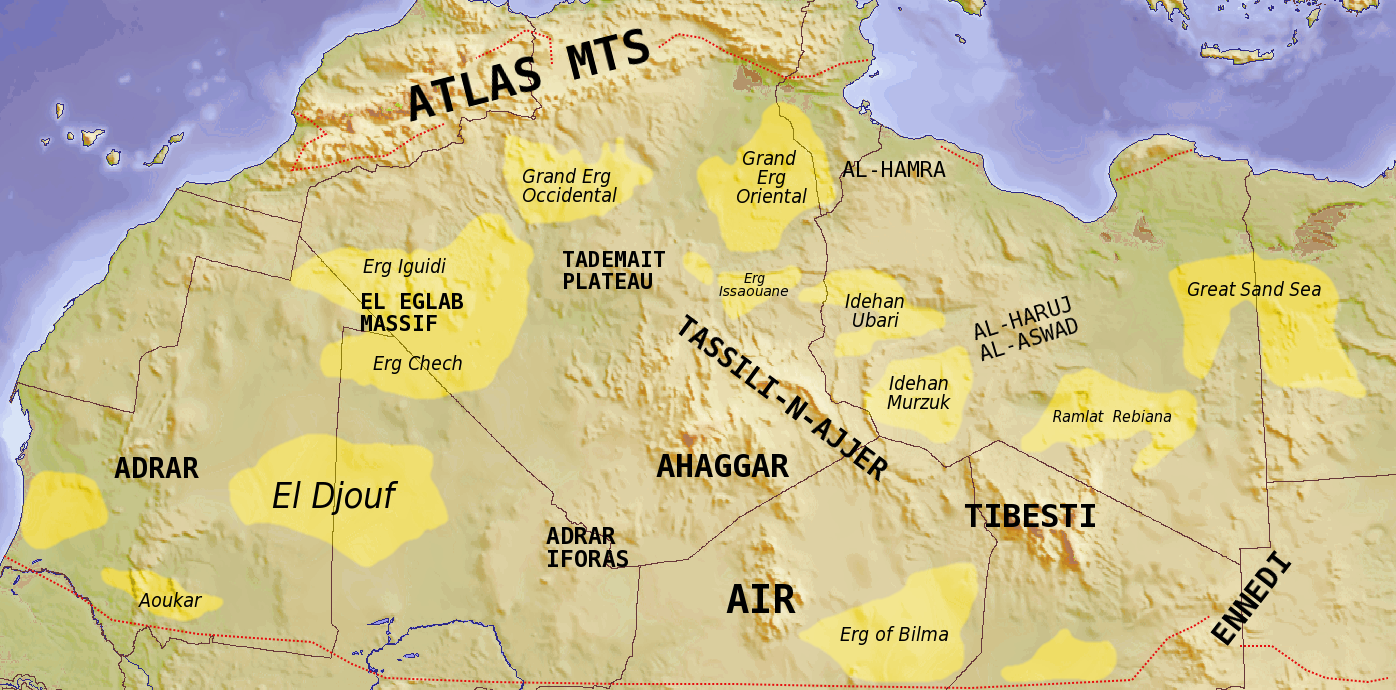
Sahara
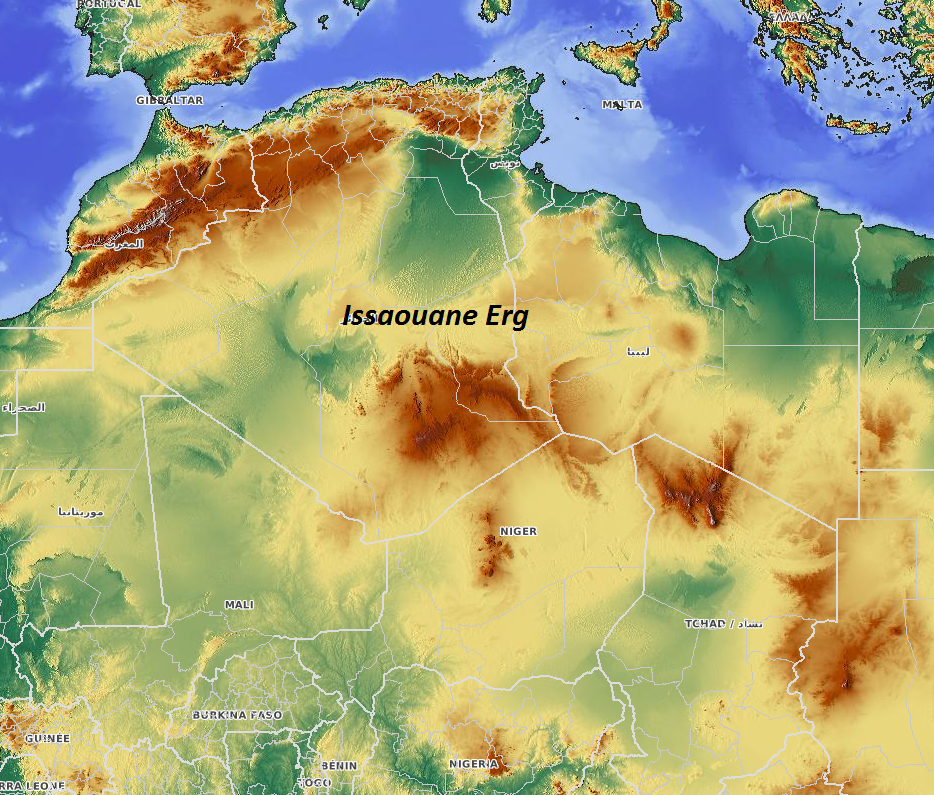
Algérie
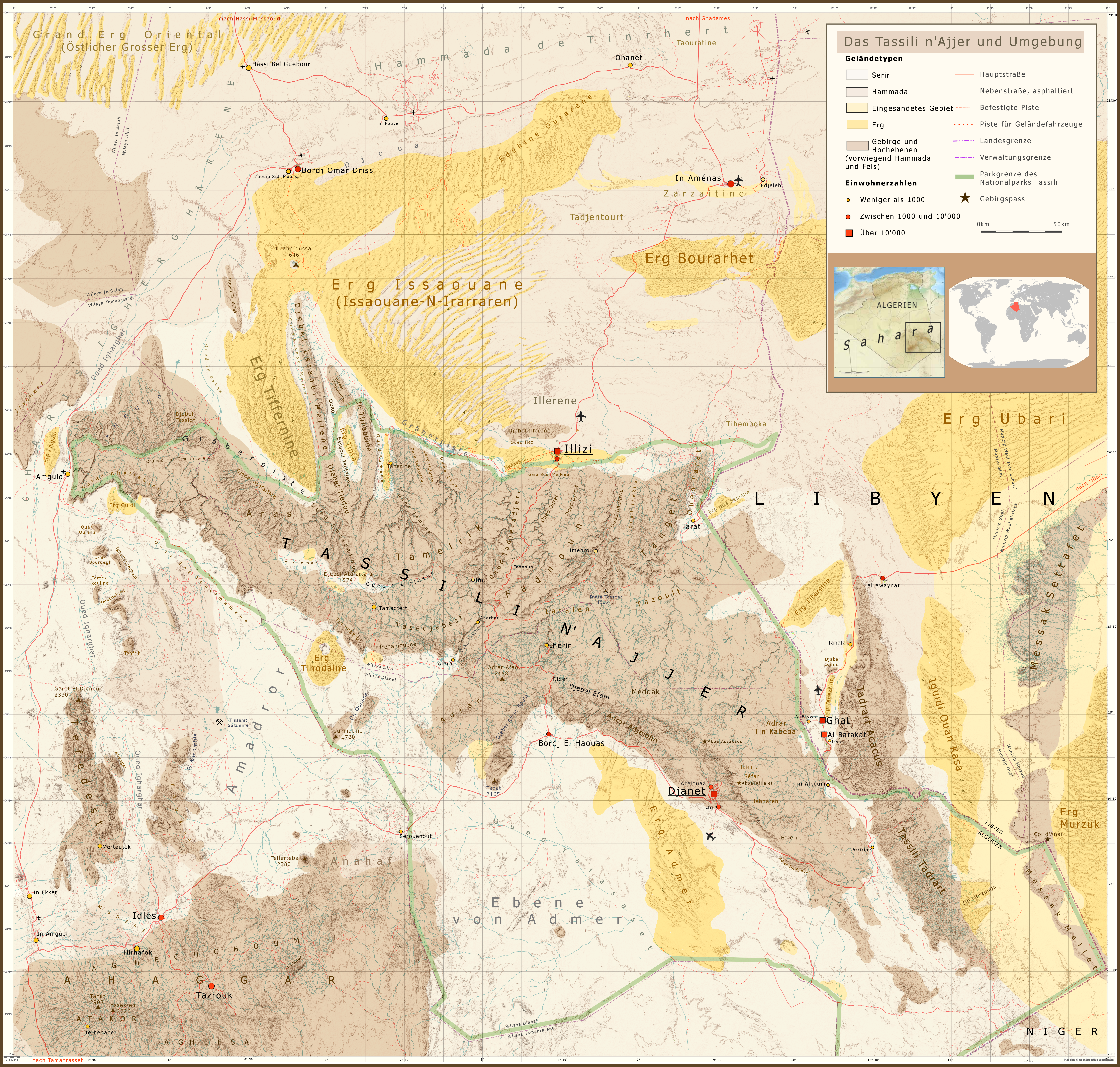
Vue cartographique du Erg
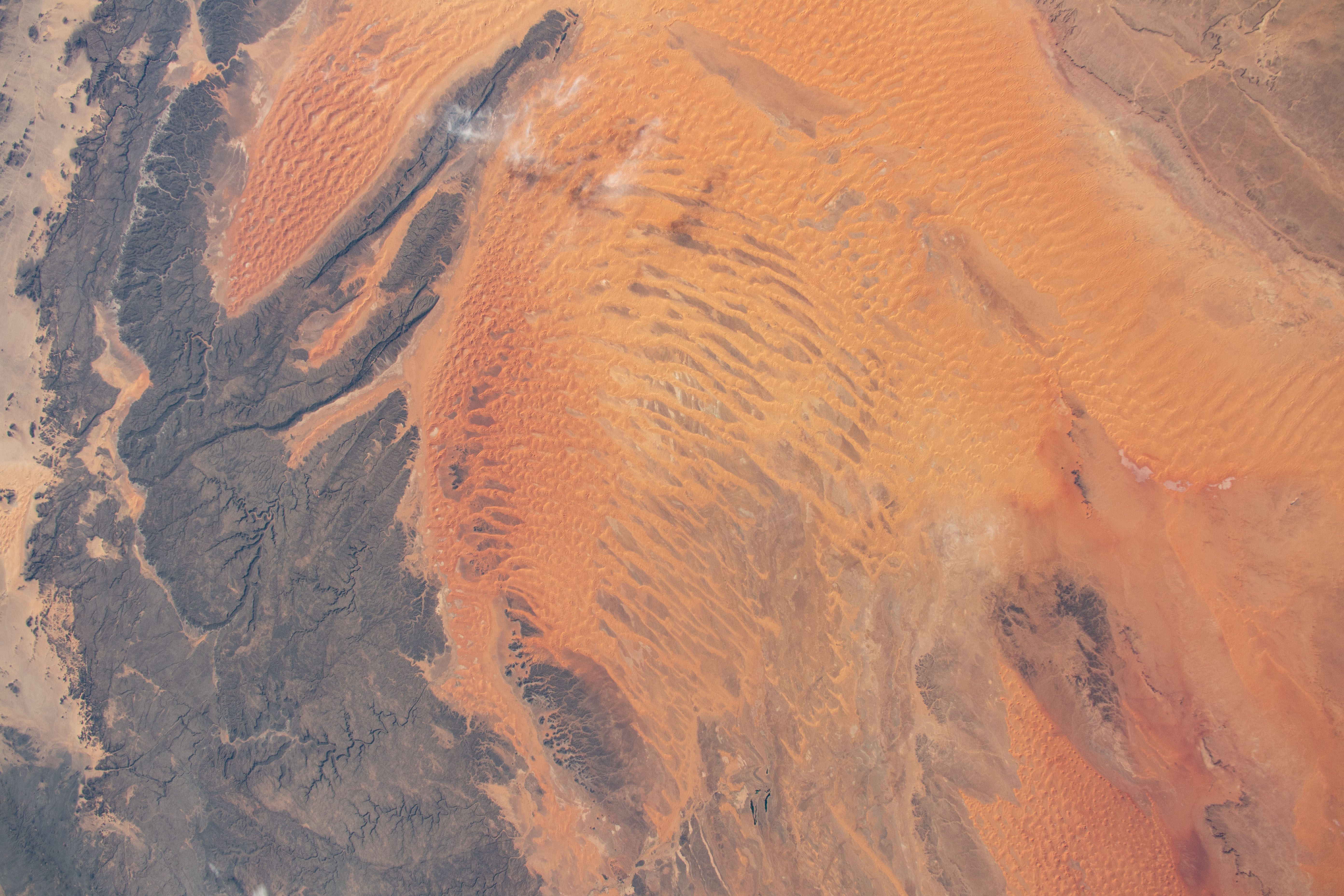
Vue depuis l'espace

### Topographie
L'Erg Issaouane est un vaste désert saharien situé au sud-est de l'Algérie, couvrant une superficie d'environ 38 000 km². Cette région se caractérise par des dunes imposantes, qui peuvent atteindre jusqu'à 460 mètres de hauteur, modelées par les vents dominants,. Les dunes, en constante évolution, sont séparées par des dépressions caillouteuses appelées "regs", qui forment des surfaces planes. La région présente également des formations rocheuses isolées, vestiges d'une histoire géologique marquée par l'érosion et la tectonique des plaques. À l'ouest, l'Erg Issaouane est bordé par les montagnes du Hoggar, tandis qu'à l'est, il touche les hauts plateaux du Tassili n'Ajjer, connus pour leurs formations géologiques remarquables,. En outre, l'Erg Issaouane abrite des vestiges archéologiques, tels que des gravures rupestres, témoignant de l'occupation humaine dans une époque où le Sahara était plus verdoyant et humide. Ces découvertes fournissent des informations sur l'histoire préhistorique et l'évolution climatique du Sahara.

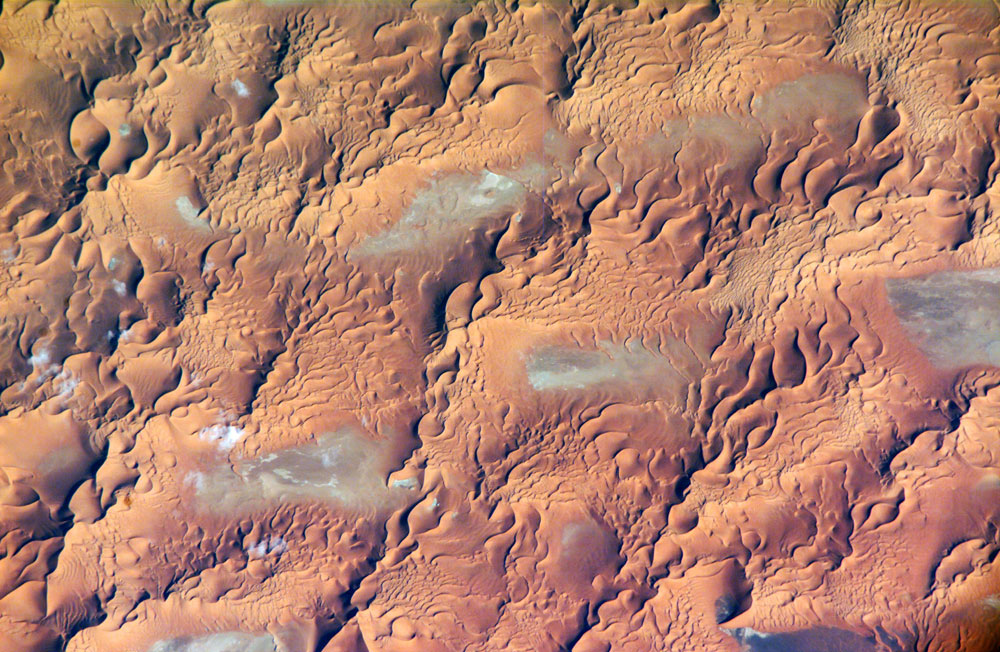
Vue des dunes de l'Erg Issaouane depuis l'espace.

### Climat
Le climat de l'Erg Issaouane est typiquement désertique, marqué par des conditions extrêmement arides et des variations thermiques quotidiennes et saisonnières remarquables. En été, les températures diurnes peuvent dépasser les 45°C, tandis qu'en hiver, les nuits peuvent chuter en dessous de 0°C, illustrant l'écart thermique important propre aux déserts. Cette extrême variation de température est caractéristique du Sahara, où des journées torrides cèdent la place à des nuits glaciales. En outre, l'Erg Issaouane reçoit des précipitations annuelles extrêmement faibles, souvent inférieures à 20 mm, ce qui en fait l'une des régions les plus sèches du monde. Les rares averses, qui se produisent principalement pendant l'hiver, sont sporadiques et souvent violentes, mais insuffisantes pour nourrir une végétation permanente. La région est donc pratiquement dépourvue de couverture végétale durable, à l'exception de quelques espèces adaptées aux conditions extrêmes.
Les vents alizés jouent également un rôle fondamental dans le climat de l'Erg Issaouane. Ces vents, soufflant du nord vers le sud, transportent le sable et façonnent les dunes mobiles du désert. Ils créent des tempêtes de sable fréquentes et peuvent réduire la visibilité sur de longues distances. Ces phénomènes météorologiques rendent la vie dans cette région encore plus difficile, car la chaleur intense et la sécheresse imposent des défis de taille. Cependant, certaines formes de vie, notamment des plantes résistantes au désert et quelques espèces animales adaptées, réussissent à survivre grâce à des mécanismes exceptionnels d'adaptation. Quelques oasis et points d'eau, bien que rares, permettent également à des populations nomades de traverser cette vaste étendue aride, contribuant à la présence humaine sporadique dans l'erg.

### Ressources naturelles

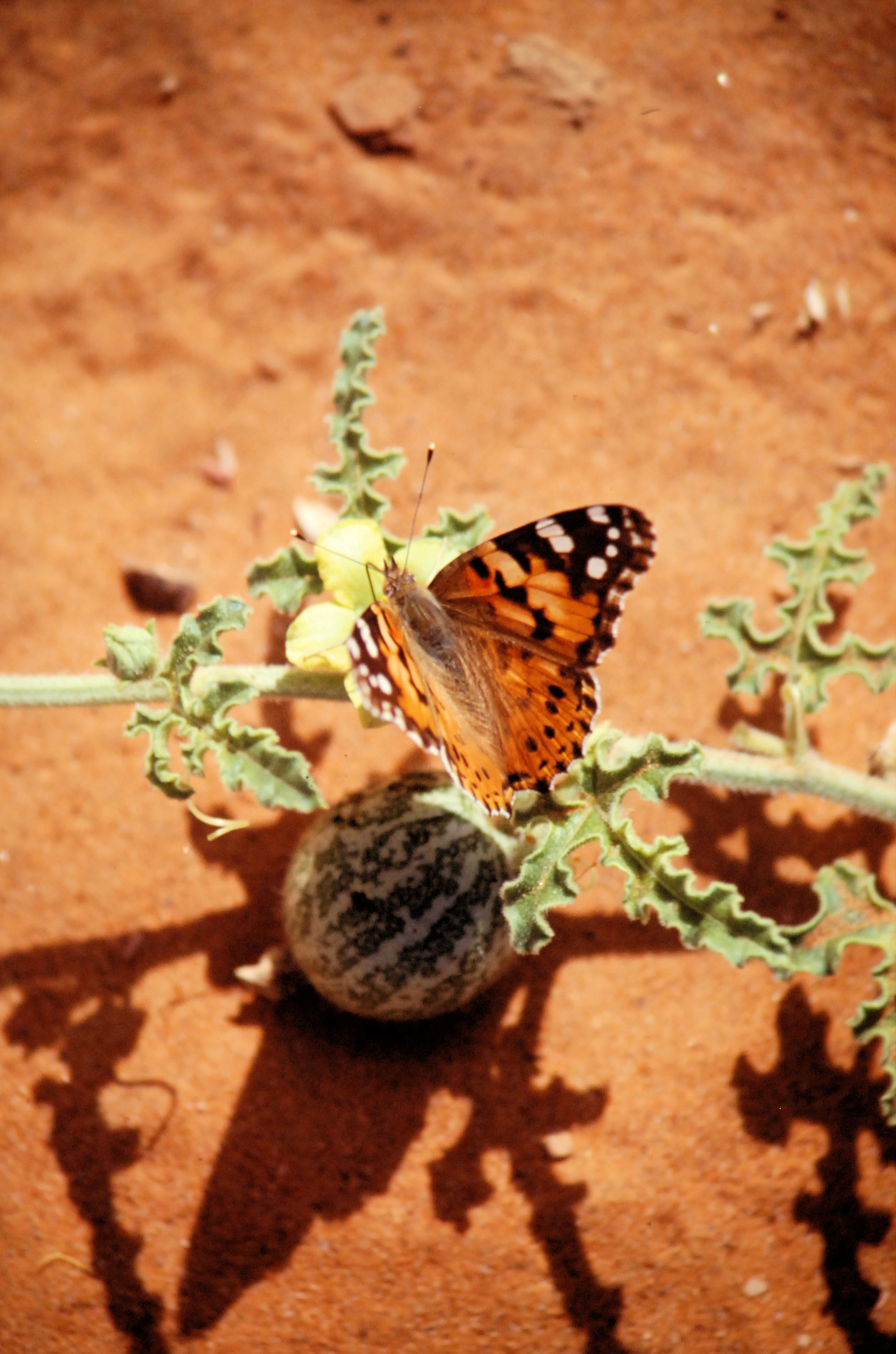
Une fleur de la coloquinte attire une Belle-Dame. C'est le papillon le plus fréquent de l'Oued Samen et du sud de l'Isaouane-n-Irarraren.

En dépit de son environnement désertique extrême, l'Erg Issaouane possède quelques ressources naturelles qui jouent un rôle important dans la survie des populations nomades et dans l'écosystème local. La région est riche en gisements minéraux, notamment du sel, des minéraux de fer et des gisements d'hydrocarbures, bien que ces derniers soient moins exploités en raison de l'isolement et des conditions difficiles d'accès,. L'Erg Issaouane se trouve également au-dessus de réserves d'hydrocarbures considérables, notamment des réservoirs de gaz de schiste, classés parmi les plus grands au monde, avec la région occupant la 3e place mondiale en termes de réserves. De plus, la nappe de l'Albien est la plus grande nappe d'eau souterraine au monde, s'étend sous cette région, bien que l'exploitation de ces ressources soit limitée par des défis géographiques et climatiques importants,. Les oasis et quelques points d'eau souterrains permettent également la subsistance humaine et animale, bien que ces ressources en eau soient rares et sporadiques. La végétation est pratiquement inexistante à l'exception de certaines espèces de plantes adaptées à des conditions extrêmes, telles que des herbes et des buissons résistants à la sécheresse, qui fournissent un peu de fourrage pour les animaux nomades. Par ailleurs, la faune de l'Erg Issaouane, comprend des espèces adaptées aux conditions désertiques, telles que des reptiles, des petits mammifères et des oiseaux migrateurs, qui trouvent refuge dans les zones les plus reculées du désert. Cependant, les ressources naturelles de la région restent limitées et leur exploitation demeure largement contrainte par les difficultés géographiques et climatiques inhérentes au désert saharien.

### Faune et flore
La faune de l'Erg Issaouane, bien que peu abondante, se compose d'espèces adaptées aux conditions extrêmes du désert saharien. Les reptiles dominent, grâce à leur capacité à tolérer les grandes variations de température et à survivre avec peu d'eau. Parmi les reptiles, on trouve des serpents et des lézards, qui se nourrissent principalement d'insectes et de petits animaux. Les mammifères sont représentés par quelques espèces comme le fennec, la gerbille, et, dans les zones plus reculées, des chacals et des renards du désert. La faune aviaire est également présente, bien que moins diversifiée, avec des oiseaux migrateurs tels que des Outarde houbara, qui profitent des rares oasis et points d'eau pour se nourrir et se reposer lors de leur migration. L'isolement géographique de l'Erg Issaouane et la rigueur de son climat limitent la diversité de la faune, rendant les populations animales plus vulnérables aux perturbations écologiques et aux changements environnementaux.
La flore de l'Erg Issaouane est également extrêmement limitée, en raison du climat aride et de la faible disponibilité en eau. Cependant, certaines plantes ont réussi à s'adapter à cet environnement hostile. Les herbes et buissons résistants à la sécheresse sont les végétaux les plus communs, bien que leur couverture soit rare et éparse. On trouve principalement des graminées et des arbrisseaux qui résistent à la chaleur intense. Ces végétaux jouent un rôle crucial en fournissant du fourrage aux animaux nomades, qui dépendent de cette rare ressource pour leur survie. Les acacias et tamaris, dotés de racines profondes capables de puiser dans les nappes souterraines, sont également présents dans certaines zones. Bien que la végétation de l'Erg soit modeste, elle joue un rôle fondamental dans l'écosystème en préservant la stabilité du sol et en soutenant la faune locale. Cependant, la rareté de la végétation limite la diversité des espèces et rend l'écosystème désertique particulièrement fragile face aux changements climatiques et à l'exploitation humaine.

## Histoire

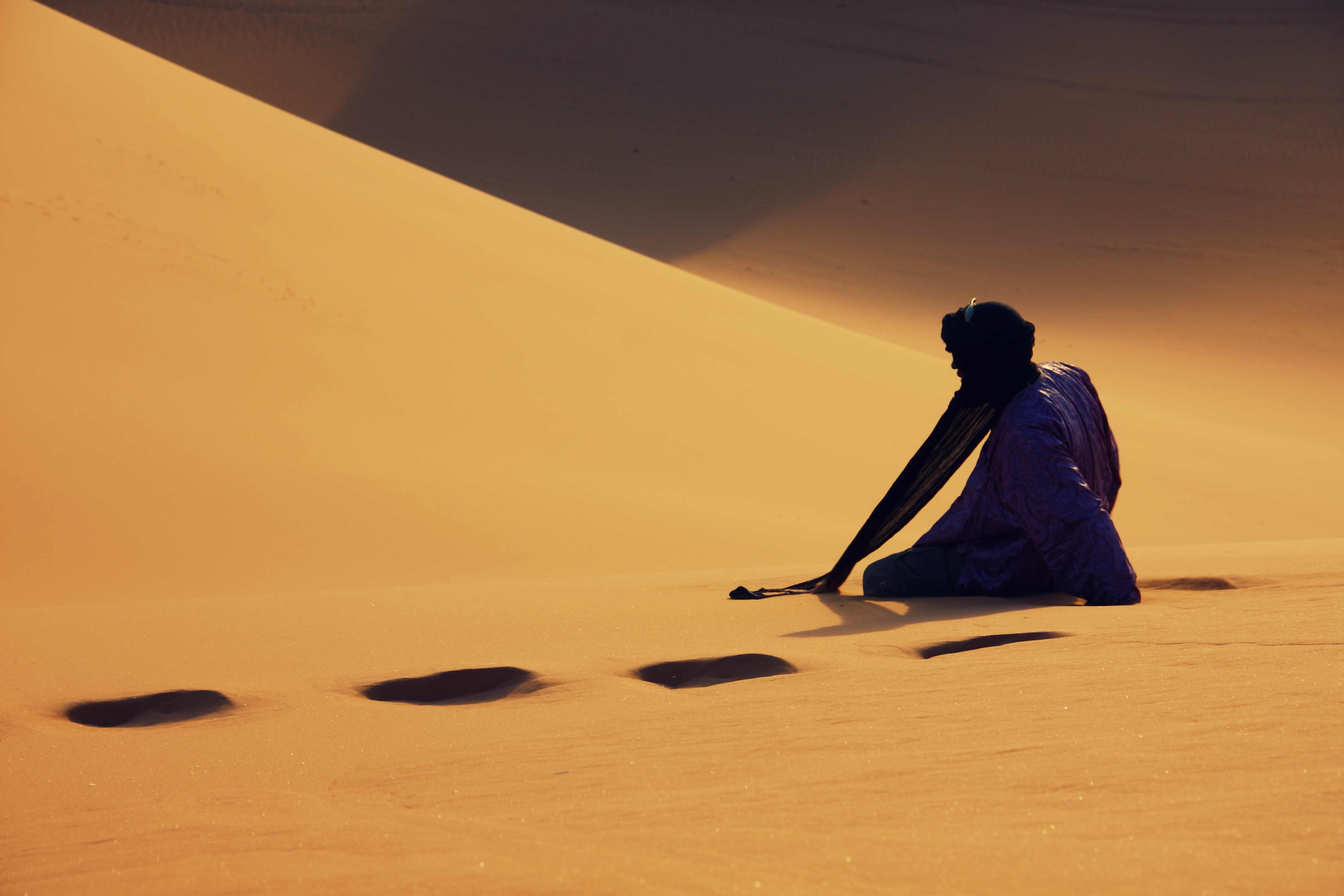
Touareg algérien

L'histoire de l'Erg Issaouane, situé dans le cœur du Sahara, remonte à plusieurs milliers d'années. Cette vaste étendue de dunes de sable, qui s'étend sur une partie de l'Algérie, a été un carrefour stratégique pour les populations nomades et les commerçants traversant le désert. Les premiers vestiges humains découverts dans la région témoignent de l'occupation de l'Erg depuis l'Antiquité, lorsque les peuples berbères habitaient ces terres arides. Les traces d'habitations et d'outils retrouvés dans la région suggèrent une vie liée à des pratiques de chasse, de cueillette et de nomadisme. Ces premiers habitants avaient une connaissance approfondie des ressources naturelles de la région, notamment des points d'eau souterrains, essentiels pour leur survie dans ce milieu hostile.
Au fil des siècles, l'Erg Issaouane est devenu une étape importante sur les routes commerciales reliant le Sahel aux bords de la Méditerranée. Les caravanes de sel, d'épices, de métaux précieux et de dattes circulaient entre le sud du Sahara et les grandes villes du Maghreb central, telles que Ghardaïa et Béjaïa ou dans le sud algerien comme Tamanrasset. L'Erg faisait partie de ces routes commerciales secrètes, appelées "route du sel", où les marchands traversaient le désert avec leurs chameaux. Les oasis de la région offraient des points de ravitaillement indispensables pour ces caravanes, et l'Erg Issaouane est devenu un lieu de passage incontournable pour ces populations nomades. La zone a ainsi contribué au développement des relations culturelles et commerciales entre différentes civilisations, permettant des échanges entre les peuples du désert et ceux du monde méditerranéen.
Au Moyen Âge, l'Erg Issaouane faisait partie des vastes réseaux commerciaux et politiques des empires et dynasties qui régnaient sur le Maghreb central et l'Afrique du Nord. La région était sous l'influence de diverses puissances, notamment les Rustémides, qui, à leur apogée, contrôlaient une grande partie du Sahara, ainsi que les Hammadides et les Ziyanides, qui dominèrent la région à partir du XIe siècle. La Régence d'Alger et le Sultanat de Touggourt ont également eu une influence marquante sur la région. Ces dynasties ont consolidé leur pouvoir en sécurisant les routes commerciales traversant le Sahara et en garantissant l'approvisionnement en ressources naturelles essentielles, telles que le sel, le cuivre et l'or, qui étaient au cœur de leur économie. Les populations berbères, en particulier les Touaregs, ont joué un rôle clé en tant que médiateurs et guides pour les caravanes traversant le désert. L'Erg Issaouane est ainsi devenu une zone stratégique, un carrefour où se croisaient les intérêts politiques et commerciaux, tout en restant un territoire relativement isolé, préservant son caractère unique et son rôle essentiel dans les échanges sahariens.
Au XIXe siècle, avec l'expansion de la colonisation française en Afrique du Nord particulièrement en Algérie, l'Erg Issaouane a subi une profonde transformation. En 1830, la France a commencé l'occupation de l'Algérie, et le Sahara est devenu un objectif stratégique pour les autorités coloniales,. Cependant, malgré l'extension de l'influence française, la région de l'Erg Issaouane est restée peu peuplée, en raison de son éloignement et des conditions de vie difficiles. L'empire colonial français à mis en place des infrastructures pour exploiter les ressources naturelles, mais l'isolement de la région et l'hostilité du terrain ont freiné les grandes initiatives de développement. Les populations locales, principalement les tribus nomades, ont continué à vivre selon leurs traditions, en pratiquant l'élevage et en suivant les anciens itinéraires migratoires, tout en étant soumises aux changements imposés par l'occupation coloniale,.
Depuis l'indépendance de l'Algérie en 1962, l'Erg Issaouane a connu des évolutions liées à la modernisation et à l'exploitation des ressources naturelles. La région est aujourd'hui connue pour sa richesse en hydrocarbures, notamment des gisements de gaz de schiste, ainsi que pour la présence de l'une des plus grandes nappes phréatiques souterraines, la nappe de l'Albien. Cette abondance de ressources énergétiques et hydriques a attiré l'intérêt des industries, tout en conservant son caractère isolé et sauvage. Les populations nomades, principalement des Touaregs, continuent d'occuper la région, tout en s'adaptant aux nouvelles réalités économiques. L'Erg Issaouane reste un territoire où l'histoire et la modernité se rencontrent, un désert vivant, porteur de traditions anciennes et d'espoirs pour l'avenir, tout en conservant son rôle d'élément central dans les équilibres écologiques et géopolitiques du Sahara.